# Misericordia (película de 2013)
Misericordia (en danés: Kvinden i buret) es una película danesa del 2013, dirigida por Mikkel Nørgaard. La película está basada en la novela La mujer que arañaba las paredes de Jussi Adler-Olsen. Es la primera película de la serie del Departamento Q, a la que siguieron las películas Profanación (Fasandræberne, 2014) y Redención (Flaskepost fra P, 2016).

## Estreno
La película fue la más vista en Dinamarca en 2013 con 725.000 espectadores. En España se estrenó el 4 de junio de 2015.

## Argumento
Después de cometer un error que costó la vida de uno de sus colegas y dejó tetrapléjico a su mejor amigo, el inspector Carl Mørck (Nikolaj Lie Kaas) es relegado a un nuevo departamento dedicado a casos archivados. Carl, junto a su nuevo compañero de origen sirio Hafez al-Assad (Fares Fares), se da cuenta de las numerosas irregularidades cometidas en el caso de Marete Lyngaard (Sonja Richter), una joven promesa de la política danesa desaparecida en 2002 mientras realizaba un viaje en ferry acompañada de su hermano con discapacidad psíquica.

## Premios
El productor Rasmus Thjellesen ganó en 2014 el Henning Bahs Award, de la Danish Film Critics Association
El director, Mikkel Nørgaard, y la productora Louise Vesth ganaron el premio a la mejor película de 2014 en los Zulu Awards
Además fue nominada como mejor película de ficción en el Palm Springs International Film Festival y nominada como mejor película, director, guion, actor, actriz, actor secundario, diseño de producción, fotografía, vestuario, montaje, maquillaje, banda sonora original, sonido y efectos especiales el los premios del Robert Festival de 2014, si bien no ganó en ninguna de las categorías.